# 1. Līga 2018
La 1. Līga 2018 è stata la 27ª edizione della seconda divisione del campionato lettone di calcio. La stagione è iniziata il 21 aprile e si è conclusa l'11 novembre 2018. Il BFC Daugavpils ha vinto il campionato per la seconda volta nella sua storia.

## Stagione

### Novità
Il campionato è composto da 12 squadre, due in meno rispetto alla stagione precedente: a fronte della promozione in Virslīga del Valmiera, delle squalifiche di Jekabpils/JSC e Ogre e della rinuncia dell'Olaine (iscritto poi in 2. Līga), sono stati colmati solo due dei quattro posti vacanti: dalla 2. Līga sono stati promossi il Balvu e il Super Nova.

### Formula
Le dodici squadre partecipanti si affrontano in turni di andata e ritorno per un totale di 22 incontri per squadra. Al termine della stagione regolare, le prime quattro classificate accedono al secondo turno valevole per la promozione in Virslīga. La squadra classificata all'ultimo posto retrocede in 2. Līga.

## Squadre partecipanti
| Club                    | Città      | Stagione precedente    |
| ----------------------- | ---------- | ---------------------- |
| Auda Ķekava             | Rīga       | 10° in 1. Līga         |
| Balvu                   | Balvi      | Promosso dalla 2. Līga |
| BFC Daugavpils          | Daugavpils | 3° in 1. Līga          |
| Grobiņa                 | Grobiņa    | 4° in 1. Līga          |
| JDFS Alberts            | Rīga       | 6° in 1. Līga          |
| Preiļu                  | Preiļi     | 11° in 1. Līga         |
| Rēzeknes FA             | Rēzekne    | 7° in 1. Līga          |
| RTU Riga/Skonto Academy | Rīga       | 9° in 1. Līga          |
| Smiltene                | Smiltene   | 8° in 1. Līga          |
| Staiceles Bebri         | Staicele   | 12° in 1. Līga         |
| Super Nova              | Riga       | Promosso dalla 2. Līga |
| Tukums 2000             | Tukums     | 5° in 1. Līga          |

## Classifica finale

### Stagione regolare
|  | Pos. | Squadra            | Pt | G  | V  | N | P  | GF  | GS  | DR   |
|  | ---- | ------------------ | -- | -- | -- | - | -- | --- | --- | ---- |
|  | 1.   | BFC Daugavpils     | 58 | 22 | 19 | 1 | 2  | 120 | 14  | +106 |
|  | 2.   | Super Nova         | 53 | 22 | 17 | 2 | 3  | 81  | 20  | +61  |
|  | 3.   | Tukums 2000        | 48 | 22 | 16 | 0 | 6  | 53  | 21  | +32  |
|  | 4.   | Rēzeknes FA        | 39 | 22 | 12 | 3 | 7  | 71  | 33  | +38  |
|  | 5.   | Auda Ķekava        | 37 | 22 | 12 | 1 | 9  | 45  | 48  | -3   |
|  | 6.   | RTU/Skonto Academy | 35 | 22 | 10 | 5 | 7  | 70  | 33  | +37  |
|  | 7.   | Smiltene           | 33 | 22 | 10 | 3 | 9  | 54  | 63  | -9   |
|  | 8.   | JDFS Alberts       | 28 | 22 | 8  | 4 | 10 | 39  | 48  | -9   |
|  | 9.   | Grobiņa            | 20 | 22 | 6  | 2 | 14 | 40  | 75  | -35  |
|  | 10.  | Balvu              | 12 | 22 | 3  | 3 | 16 | 19  | 115 | -96  |
|  | 11.  | Staiceles Bebri    | 10 | 22 | 2  | 4 | 16 | 15  | 78  | -63  |
|  | 12.  | Preiļu             | 9  | 22 | 3  | 0 | 19 | 24  | 83  | -59  |

### Secondo turno
|  | Pos. | Squadra        | Pt | G  | V  | N | P  | GF  | GS | DR   |
|  | ---- | -------------- | -- | -- | -- | - | -- | --- | -- | ---- |
|  | 1.   | BFC Daugavpils | 67 | 25 | 22 | 1 | 2  | 131 | 16 | +115 |
|  | 2.   | Super Nova     | 59 | 25 | 19 | 2 | 4  | 90  | 27 | +63  |
|  | 3.   | Tukums 2000    | 51 | 25 | 17 | 0 | 8  | 57  | 27 | +30  |
|  | 4.   | Rēzeknes FA    | 39 | 25 | 12 | 3 | 10 | 76  | 47 | +29  |

| 1ª giornata                | ris. |
|                            |      |
| BFC Daugavpils-Rezeknes FA | 5-1  |
| Super Nova-Tukums 2000     | 3-0  |

| 2ª giornata               | ris. |
|                           |      |
| Rezeknes FA-Tukums 2000   | 1-3  |
| BFC Daugavpils-Super Nova | 4-0  |

| 3ª giornata                | ris. |
|                            |      |
| Super Nova-Rezeknes FA     | 6-3  |
| Tukums 2000-BFC Daugavpils | 1-2  |

## Spareggio promozione/retrocessione
Allo spareggio promozione/retrocessione viene ammessa la settima classificata in Virslīga e la seconda classificata nel secondo turno di 1. Līga.
|            | Risultati |            | Luogo e data           |
| ---------- | --------- | ---------- | ---------------------- |
| Metta/LU   | 7 - 2     | Super Nova | Riga, 14 novembre 2018 |
| Super Nova | 0 - 3     | Metta/LU   | Riga, 17 novembre 2018 |
|            |           |            |                        |